# Řád africké hvězdy (Belgie)
Řád africké hvězdy (francouzsky: Ordre de l'Étoile africaine, nizozemsky: Orde van de Afrikaanse Ster) je belgický řád založený Leopoldem II. Belgickým roku 1888. Přestože řád oficiálně existuje, od osamostatnění Demokratické republiky Kongo roku 1960 není udílen.

## Historie a pravidla udílení
Řád byl založen králem Belgičanů Leopoldem II. dne 30. prosince 1888 z jeho pozice vládce Svobodného státu Kongo. Udílen byl za služby Kongu a obecně za povýšení africké civilizace. Do systému belgických vyznamenání byl zařazen 10. října 1908 poté, co byl Svobodný stát Kongo zabrán Belgickým královstvím. Heslo řádu je práce a pokrok (Travail et Progres (francouzsky), Arbeid en Vooruitgang (nizozemsky). Velmistrem řádu je král Belgičanů, ačkoliv Kongo již od roku 1960 není belgickou kolonií, ale podle tradice je nadále považován za belgický řád.
Teoreticky může být udělen královským dekretem se souhlasem rady ministrů, ale od osamostatnění Konga v roce 1960 není udílen, i když nadále oficiálně existuje.

## Insignie
Řádový odznak má tvar bíle smaltované pěticípé hvězdy s modrým lemováním. Hvězdu obklopuje věnec ze zeleně smaltovaných palmových listů. Uprostřed je kulatý medailon, ve kterém je zlatá pěticípá hvězda na modře smaltovaném pozadí. Medailon lemuje zlatý kruh s heslem řádu TRAVAIL ET PROGRÈS. Zadní strana se podobá přední, ale ve středovém medailonu je na červeně smaltovaném pozadí zlatý korunovaný královský monogram Leopolda II. Odznak je převýšen královskou korunou.
Řádová hvězda má tvar deseticípé hvězdy. V případě třídy velkokříže jsou cípy střídavě zlaté a stříbrné a v případě třídy velkodůstojníka je hvězda celostříbrná. Uprostřed hvězdy je položen řádový odznak. Hrot horního cípu hvězdy má tvar královské koruny.
Stuha sestává ze tří stejně širokých pruhů v barvě azurové, bílé a azurové. V případě udělení řádu za války, může být stuha doplněna stříbrnou nebo zlatou palmou.

## Třídy
Řád byl udílen v pěti řádných třídách. Náležely k němu také tři medaile.
- velkokříž – Řádový odznak se nosí na široké stuze spadající z pravého ramene na protilehlý bok. Řádová hvězda se nosí nalevo na hrudi.
- velkodůstojník – Řádový odznak se nosí na stuze kolem krku. Řádová hvězda se nosí nalevo na hrudi.
- komtur – Řádový odznak se nosí na stuze kolem krku. Řádová hvězda této třídě již nenáleží.
- důstojník – Řádový odznak se nosí na stužce s rozetou nalevo na hrudi.
- rytíř – Řádový odznak se nosí na stužce bez rozety nalevo na hrudi.
- zlatá medaile – Medaile se nosí na stužce nalevo na hrudi.
- stříbrná medaile – Medaile se nosí na stužce nalevo na hrudi.
- bronzová medaile – Medaile se nosí na stužce nalevo na hrudi.

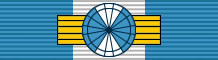
velkokříž
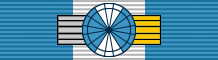
velkodůstojník
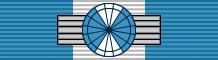
komtur
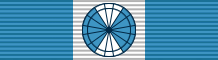
důstojník
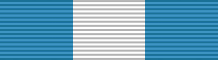
rytíř
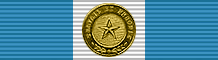
zlatá medaile
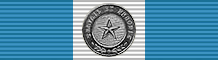
stříbrná medaile
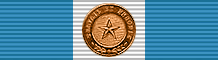
bronzová medaile